# Feast (film, 2005)
Pour les articles homonymes, voir Feast.
Série
Feast 2: No Limit
(2008)
Pour plus de détails, voir Fiche technique et Distribution.
Feast est un film d'horreur américain réalisé par John Gulager, sorti en 2005. Il a pour suite Feast 2: No Limit et Feast 3: The Happy Finish.

## Synopsis
Dans un bar perdu au fin fond du Texas, la soirée se déroule paisiblement quand brutalement, la nuit tourne au cauchemar. À quelques pas de là, des créatures mutantes, affamées, se sont échappées d'une base de recherche militaire... Et elles ont faim de chair humaine...

## Fiche technique
- Titre : Feast
- Réalisation : John Gulager
- Scénario : Marcus Dunstan et Patrick Melton
- Production : Ben Affleck, Wes Craven, Matt Damon, Andrew Jameson, Marc Joubert, Michael Leahy, Adrienne Maloof, Colleen Maloof, Gavin Maloof, George Maloof, Joe Maloof, Phil Maloof, Chris Moore (en), Ben Ormand, Joel Soisson, Larry Tanz, Bob Weinstein et Harvey Weinstein
- Société de production : Dimension Films, Maloof Motion Pictures, Neo Art & Logic, LivePlanet et Five Course Films
- Société de distribution : The Weinstein Company (États-Unis)
- Budget : 3,2 millions de dollars (2,34 millions d'euros)
- Musique : Stephen Edwards
- Photographie : Thomas L. Callaway (en)
- Montage : Kirk M. Morri
- Décors : Clark Hunter
- Costumes : Julia Bartholomew
- Pays d'origine : États-Unis
- Format : Couleurs - 2,35:1 - Dolby Digital - HDV
- Genre : Action, horreur, thriller
- Durée : 95 minutes
- Dates de sortie : 14 octobre 2005 (festival de Chicago), 22 septembre 2006 (États-Unis)
- Film interdit aux moins de 16 ans lors de sa sortie en France

## Distribution
- Eric Dane : le héros
- Navi Rawat (VF : Natacha Muller) : l'héroïne
- Krista Allen : Tuffy
- Balthazar Getty : Bozo
- Josh Zuckerman : Hot Wheels
- Clu Gulager : le barman
- Henry Rollins : le coach
- Judah Friedlander : le buveur de bière
- Jenny Wade : Tarte au miel
- Duane Whitaker : le grand chef
- Eileen Ryan : la grand-mère
- Chauntae Davies : la femme ivre
- Diane Goldner : Harley Mama
- Somah Haaland : Charlie
- Tyler Patrick Jones : Cody
- Jason Mewes : Edgy Cat

## Autour du film
- Le tournage s'est déroulé à Los Angeles.
- Le père et la femme du réalisateur apparaissent respectivement dans les rôles du barman et de Harley Mama.
- Le rôle du héros fut tout d'abord proposé à Mark Wahlberg et Josh Duhamel.

## Bande originale
- You Will Shine, interprété par Randy Coleman
- Don't Come Back, interprété par Quincy Coleman
- Metro, interprété par The Vincent Black Shadow
- My Diary, composé par Homer Greencastle
- It's All a Game Baby, interprété par Johnne Perez & The Contenders
- Candy, interprété par Rusty Truck
- Disco MF, interprété par The Penfifteen Club
- Attractive, interprété par Neon Nights
- Bartender Dad, interprété par John Gulager
- Currently, interprété par Keaton Simons
- Forgive Me Tuffy, interprété par John Gulager
- I'm da Man, interprété par Jeune
- Party Favor, interprété par The Penfifteen Club
- Cartoon Cacophony, composé par Stephen Edwards
- Child's Fear, composé par Johann Lestat
- Bodyguard, interprété par Dawn Landes
- Bring It On, composé par Tom Erba et Nathaniel Dawkins
- New Generation, interprété par Skid Row
- Western Spaghetti, composé par Wofgang Hemler
- Heroine #2, composé par Kevin Kiner
- Never Gonna Kill Us, interprété par The Smashup
- Sunrise Pt. 1, composé par Matt Mariano
- Sunries Pt. 2, composé par Kevin Kiner
- Drug Driven, interprété par Narwhal

## Distinctions
- Prix du meilleur réalisateur, lors du Festival du film fantastique d'Austin en 2005.

## Saga Feast
- 2008 : Feast 2: No Limit, de John Gulager
- 2008 : Feast 3: The Happy Finish, de John Gulager